# 宋邦光
宋邦光（1106年—？），北宋大臣，宋徽宗的驸马。

## 生平
宋邦光娶宋徽宗之女安德帝姬。宋邦光担任左卫将军。宣和三年（1121年）十月初五日，宋徽宗下诏成州团练使、驸马都尉宋邦光，操纯守正，士行修洁，戢肃闺门，日奉朝请。宜优宠渥，庸示劝奖。可特与转任代州防御使。靖康之变宋邦光和宋徽宗、宋钦宗被金国俘虏。金朝天会十年（1132年）六月廿四日，宋徽宗的第十五子前沂王赵㮙与显德帝姬赵巧云的前夫刘彦文合谋，诬告宋徽宗谋反。金朝派人查问，宋邦光和宋钦宗、莘王赵植、信王赵榛、驸马蔡鞗、内侍王若冲、蔡鞗挺身出面维护宋徽宗。七月，宋邦光等人出面与沂王、刘彦文对辨，三天后，沂王、刘彦文辩论不过，金人将他们诛杀。
宋邦光和安德帝姬的女儿后来嫁给宋孝宗的胞兄嗣秀王赵伯圭，封秦国夫人。